# Євтушок Сергій Миколайович
Сергі́й Микола́йович Євтушо́к (нар. 13 листопада 1973, Сарни, Рівненська область) — український політик. Міський голова Сарн (з 31 жовтня 2010 по 3 квітня 2014). Член ВО «Батьківщина» з 2005 року. Нардеп VIII скликання (фракція «Батьківщина»). Член Комітету ВРУ з питань транспорту. Голосував за закон України 12414, який був ухвалений з порушенням Регламенту Верховної Ради України та підпорядкував НАБУ та САП Генеральному прокурору.

## Освіта
Закінчив середню школу № 4 міста Сарни. Навчався в СПТУ № 22. Продовжив навчання в Томському вищому військовому командному училищі зв'язку (1991—1994). У 2007 році закінчив Рівненський інститут слов'янознавства, отримав диплом спеціаліста з маркетингу. У 2008–2011 роках навчався в Львівському інституті державного управління, отримав диплом магістра державного управління. В цьому є виші отримав науковий ступінь кандидата наук з державного управління Львівського регіонального інституту державного управління.

## Трудова діяльність
- 1997–2002 — МСП «Надія» ЛТД начальником відділу збуту.
- 2002–2008 — заступник директора ТзОВ «Дон».
- 2008–2010 — Апарат ВРУ, помічник-консультант нардепа Кошина Сергія.
- 26 березня 2006 — 31 жовтня 2010 — депутат Сарненської міської ради V скликання. Член постійної мандатної комісії, керівник депутатської фракції.
- 31 жовтня 2010 — обраний Сарненським міським головою.
- 2011 — один із тридцяти слухачів Української школи політичних студій, що входить у Європейську асоціацію шкіл політичних студій.
- У липні 2011 — учасник пленарних засідань Літнього університету демократії у Парламентській Асамблеї Ради Європи (Страсбург, Франція).
- У квітні 2014 — в.о. Президента Турчинов призначив Євтушка головою Сарненської райдержадміністрації. Звільнений Петром Порошенком 20 вересня того ж року[2].
- 27 листопада 2014 — нардеп VIII скликання. Обраний у 2014 році від ВО «Батьківщина» за округом № 156 (Рівненська область). Член Комітету Верховної Ради України з питань транспорту.
- У 2019 році балотувався у народні депутати України 9 скликання від партії ВО «Батьківщина» на позачергових парламентських виборах, номер 25 у списку.
- У 2020 році Євтушок зареєстрований депутатом Верховної Ради. Політик увійшов до парламенту після складання депутатського мандату його однопартійницею Ольгою Бєльковою. Перший заступник голови Комітету Верховної Ради України з питань Регламенту, депутатської етики та організації роботи Верховної Ради України.

## Нагороди
- червень 2011 — орден «За відвагу в надзвичайній ситуації» І ступеня (рятування людини у пожежі у житловому будинку в Сарнах).
- жовтень 2011 — орден Рівноапостольного князя Володимира та грамотою Священного Синоду УПЦ московського патріархату під час пам'ять святкування 1020-річчя Хрещення Русі.

## Родина
- Одружений, виховує трьох дітей.